# Francesco Manganelli (fantino)
Francesco Manganelli detto Checchino (Siena, 13 novembre 1724 – Siena, 3 settembre 1780) è stato un fantino italiano.
Noto anche come Tenerino, vinse sei volte il Palio di Siena su almeno sette partecipazioni.
Tuttavia, non esiste una documentazione completa che consenta di ricostruirne integralmente le presenze in Piazza del Campo.

## Carriera
La prima partecipazione di Checchino al Palio risale al 16 agosto 1748, con il giubbetto della Torre, contrada alla quale fu molto legato nel corso della sua carriera.
Il 17 agosto 1750 vinse il suo primo Palio, quale fantino della Selva.
Due anni dopo, il 17 agosto 1752, Checchino, di nuovo nella Torre, vinse una carriera assai controversa. L'Aquila, con Bechino, era nettamente prima, quando quest'ultimo, all'altezza del terzo e ultimo passaggio alla curva del Casato, fu fermato da un gruppo di persone scese sulla pista. Sopraggiunse Ministro, fantino della Pantera, che prese le briglie del cavallo aquilino, incitando Checchino a passare, così permettendogli di vincere.
L'Aquila ricorse all'autorità giudiziaria, ma ottenne solo la condanna del capo dei facinorosi che avevano bloccato Bechino a risarcire il fantino e la contrada danneggiati, nonché a far dipingere a proprie spese in favore di quest'ultima un drappellone. La vittoria del Palio, invece, rimase alla Torre.
Dieci anni dopo, al Palio del 2 luglio 1762, Checchino tornò a vincere per la contrada di Salicotto, replicandosi poi per il Drago il 2 luglio 1763.
Al 1764 risalgono gli ultimi due successi di Checchino. Il 2 luglio, con il giubbetto della Pantera, vinse un Palio corso sotto una pioggia battente: le cronache riportano che tutte le altre contrade si fermarono a causa dell'impraticabilità della pista, mentre Checchino concluse i tre giri facendo procedere il proprio cavallo a passo d'uomo.
Ad agosto, conquistò la sua sesta e ultima carriera, vincendo per la terza volta per la Torre e centrando il proprio "cappotto personale".

## Presenze al Palio di Siena
Le vittorie sono evidenziate ed indicate in neretto.
| Palio          | Contrada | Cavallo                      | Note |
| -------------- | -------- | ---------------------------- | ---- |
| 16 agosto 1748 | Torre    | Baio di Pietro Giorgi        |      |
| 17 agosto 1750 | Selva    | Sauro di Pietro Giorgi       |      |
| 17 agosto 1752 | Torre    | Falbo di Francesco Papi      |      |
| 2 luglio 1762  | Torre    | Castagno di Francesco Ricci  |      |
| 2 luglio 1763  | Drago    | Stornello di Camillo Falorsi |      |
| 2 luglio 1764  | Pantera  | Stornello di Camillo Falorsi |      |
| 16 agosto 1764 | Torre    | Stornello di Camillo Falorsi |      |